# COQ6
COQ6‏ (Coenzyme Q6, monooxygenase) هوَ بروتين يُشَفر بواسطة جين COQ6 في الإنسان.